# James Young (polityk)
James Young (ur. 18 lipca 1866 w Henderson, zm. 29 kwietnia 1942 w Dallas) – amerykański polityk, członek Partii Demokratycznej.

## Działalność polityczna
W okresie od 4 marca 1911 do 3 marca 1921 przez pięć kadencji był przedstawicielem 3. okręgu wyborczego w stanie Teksas w Izbie Reprezentantów Stanów Zjednoczonych.